# Săpun făcut din grăsime umană

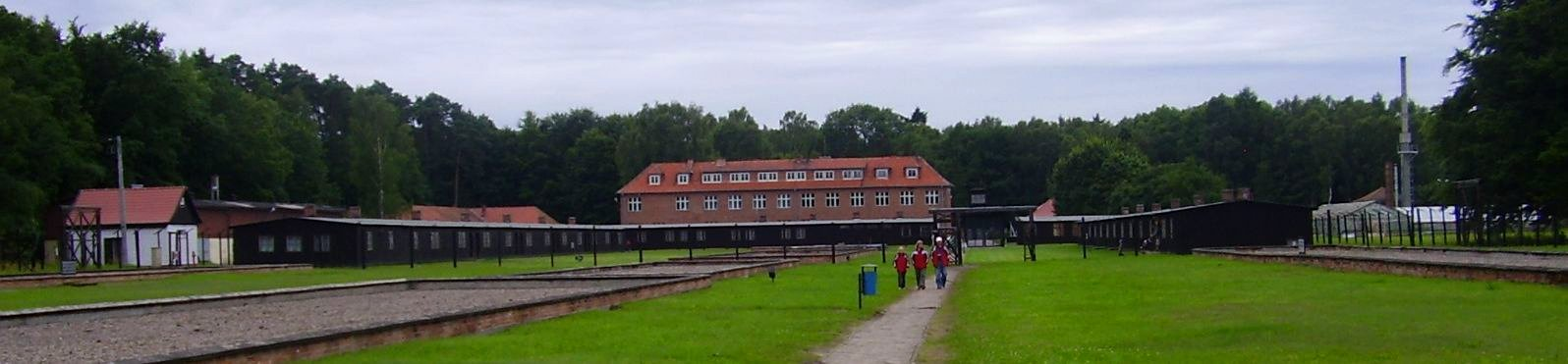
Lagărul de concentrare Stutthof, unde s-a presupuns că ar fi fost fabricat săpun din cadavre umane

În timpul celui de-Al Doilea Război Mondial au circulat informații că cercetători germani ar fi dezvoltat un proces tehnologic de producție de săpun din grăsime umană extrasă din cadavrele deținuților evrei din lagărele de exterminare. În 2006 Muzeul memorial Auschwitz–Birkenau menționa experimente ale naziștilor în vederea producției de săpun din cadavre umane la scară redusă. Aceste afirmații au fost infirmate de alți cercetători. Michael Berenbaum, șef de proiect la United States Holocaust Memorial Museum (USHMM), a declarat în 1993, că: „nu există nici o dovadă că naziștii ar fi fabricat săpun din cadavre umane”, afirmație reluată și de cercetători de la Yad Vashem, care au declarat că naziștii nu au produs  săpun din cadavrele deținuților evrei din lagărele de concentrare, afirmând că aceste zvonuri posibil să fi fost folosite de naziști pentru a-i înspăimânta pe deținuți. Mai precis, un purtător de cuvânt al centrului Yad Vashem a afirmat că nu există probe că naziștii ar fi fabricat săpun din cadavre de origine umană în timpul Holocaustului, afirmând că "astfel de știri sunt o pură invenție, găzduită de media". ( text orig.: Sources at Yad Vashem expressed disappointment at the radio report, calling the story a "pure invention that was given a stage by the media." A Yad Vashem spokeswoman said there is no proof the Nazis made soap from human bodies during the Holocaust. ) Reactia Institutului Yad Vashem s-a referit la știrea difuzată despre descoperirea într-un cavou din Magdiel (Hod Hasharon, centrul Israelului) a unei lăzi cu conținând bucăți de săpun, despre care Comunitatea Evreiască din România a afirmat că ar fi fost fabricat din cadavrele evreilor uciși în Holocaust, știre trasmisă de postul de radio al armatei.

## Istoric

### Primul Război Mondial
Zvonuri că germanii ar fi utilizat grăsime extrasă din ființe umane pentru a fabrica diverse produse au apărut pentru prima dată în timpul Primului Război Mondial.(Kadaververwertungsanstalt). Ziarul The Times afirma în aprilie 1917 că germanii „reciclau”  cadavrele soldaților germani uciși în luptă, pentru a fabrica săpun și alte produse. De abia în 1925, ministrul de externe britanic Sir Austen Chamberlain, a admis în mod oficial că știrea privind „fabrica de cadavre” a fost o dezinformare.

### Al II-lea Război Mondial
În timpul celui de Al Doilea Război Mondial Germania a suferit, la un moment dat, de o lipsă de grăsimi, astfel că autoritățile au hotărât să pună producția de săpun sub control guvernamental. Zvonurile privind „săpunul uman” par să-și aibă originea în modul în care erau marcate calupurile de săpun, respectiv „R.I.F.”, inscripție care a fost interpretată de unii ca prescurtare de la "Reichs-Juden-Fett"(grăsime evreiască de stat), sau "Rein-Juden-Fett" (grăsime evreiască pură). Inscripția era imprimată în relief, folosind fontul german Blackletter; la care diferența dintre I și J, constă doar în lungimea literei. Practic, R.I.F. era prescurtarea de la Reichsstelle für industrielle Fettversorgung (Centrul Național pentru Aprovizionarea cu Grăsime Industrială), agenția guvernamentală germană responsabilă cu producția și distribuția de săpun și detergenți în vreme de război. Săpunul R.I.F. a fost un surogat ieftin al săpunului de calitate, care nu conținea absolut nici un fel de grăsime de origine umană sau animală. 
Raul Hilberg menționează că legenda săpunurilor R.I.F. ar fi apărut pentru prima dată în Lublin, în Polonia, pe la începutul lui octombrie 1942. Șeful SS, Heinrich Himmler a primit un raport în care se spunea că polonezii sunt convinși că deținuții evrei din lagăre au fost „transformați în săpun” și că în curând, polonezii vor avea aceeași soartă. Practic, zvonurile ajunseseră să oripileze într-atât populația civilă, încât mulți refuzau să mai folosească săpunul. Deranjat de aceste zvonuri, care presupuneau fapte extrem de grave, respectiv profanarea de cadavre și pentru a nu oferi subiecte propagandei aliaților, Himmler a ordonat ca cei decedați să fie arși în crematorii sau îngropați imediat. Joachim Neander, într-o comunicare prezentată la a 28-a conferință a Asociației pentru Studii Germane, a citat o scrisoare din 20 noiembrie 1942 al lui Heinrich Himmler, către șeful Gestapoului Heinrich Müller, în care vorbește despre o convorbire cu rabinul Dr. Stephen Samuel Wise, în care acesta menționează zvonul privind săpunul produs din cadavrele evreilor, apărut în ziarul The New York Times:
| “ | … mi-ai garantat că în fiecare lagăr, cadavrele evreilor decedați au fost arse sau îngropate, și că nicăieri nu s-a procedat altcumva cu (aceste) cadavre. | ” |

Müller a declanșat o anchetă pentru a vedea dacă nu cumva au fost comise „abuzuri” în vreunul din lagărele de concentrare, raportând lui Himmler că nu s-a descoperit nimic în acest sens. S-a afirmat că Himmler însuși nu excludea această posibilitate, din moment ce ordonase o investigație. Joachim Neander a afirmat că această scrisoare este o dovadă circumstanțială că naziștii hotărâseră să se abțină de la procesarea cadavrelor, datorită faptului că doreau să ascundă numărul deportaților decedați.  

#### Institutul Anatomic din Danzig (Gdansk)
În timpul Proceselor de la Nuremberg, Sigmund Mazur, un laborant asistent de la Institutul Anatomic din Danzig (Gdansk), a depus mărturie că a participat la fabricarea de  săpun din grăsime de origine umană, afirmând că dintr-o cantitate de 70 - 80 kg de grăsime obținută din 40 de cadavre s-au obținut 25 kg de săpun și că săpunul a fost reținut de către profesorul Rudolf Spanner. Printre martori se numărau niște prizonieri de război britanici care lucraseră la construcția lagărului și Dr. Stanisław Byczkowski, șeful Departamentului de Toxicologie de la Școala de Medicină din Gdańsk. Unul din supraviețuitori, Thomas Blatt, care a investigat subiectul, a găsit extrem de puține dovezi concrete și nici o dovadă că s-ar fi produs săpun în mod industrial, afirmând că s-a produs doar în mod experimental.
Mărturii privind dezvoltarea unui proces industrial de producție de săpun din cadavre umane, ca și asupra producției la scară redusă a unui astfel de săpun, au fost depuse atât de către foști naziști cât și de către prizonieri de război britanici, care au afirmat că săpunul a fost distribuit pentru folosință personalului nazist al instituției.
În cartea sa, “Rusia în război între 1941 – 1945”, Alexander Werth afirmă că în timp ce vizita orașul Gdansk/Danzig în 1945, la puțin timp de la eliberarea acestuia de către Armata Roșie, a văzut în afara orașului o fabrică experimentală pentru producția de săpun din cadavre umane. Werth afirmă că ar fi fost condus prin fabrică de către “un profesor german pe nume Spanner” și că “a fost o vedere de coșmar, să vadă cuvele pline de capete și torsuri umane, plutind într-un lichid, și găleți pline de o substanță sub formă de fulgi – săpun uman.

#### După război

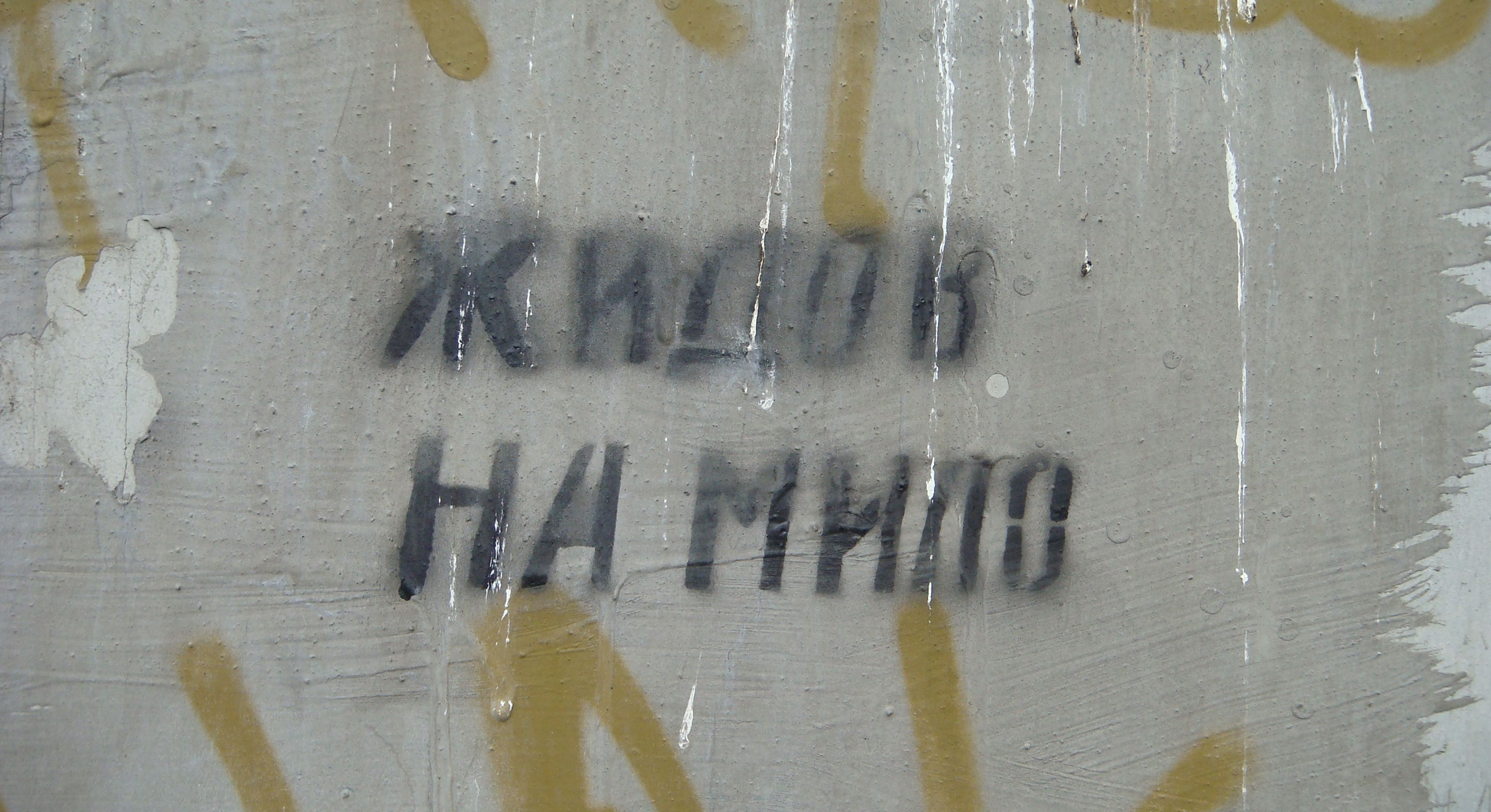
Grafitti antisemit în Odessa; din ucraineană: evreii - afară, literalmente evreii la săpun

Ideea că “săpun uman” ar fi fost fabricat pe scară industrială de naziști a fost publicată după război de către regizorul de film Alain Resnais, care a reluat mărturia unor supraviețuitori ai sistemului concentraționar nazist în documentarul “Noapte și ceață” din 1955. 
Unii comentatori evrei din Diaspora au crezut că vorbele depreciative adresate de israelieni noilor imigranți supraviețuitori ai Holocaustului ca fiind „săpunuri” ar avea o legătură cu informațiile despre "săpunul uman" "produs" de naziști. De fapt, acest termen batjocoritor - „sabon” - adresat uneori în cadrul armatei sau în școală, nu avea nici o conexiune cu aceasta, ci era folosit în sensul de „palid, nebronzat”, „nesportiv”, „slab cu firea”, „molâu”  în comparație cu evreii localnici, "sabri", bronzați, „tari” și îndrăzneți.
Există unele indicii privind producția la scară redusă a săpunului, posibil să fi fost doar niște experimente, în lagărul de concentrare de la Stutthof, în apropiere de Danzig/Gdansk. Majoritatea istoricilor însă, consideră că ideea că naziștii ar fi fabricat pe scară industrială săpun din grăsime provenită de la cadavre umane, a fost, de fapt, un element al “folclorului” în jurul crimelor naziste, o “legendă urbană”. Istoricul Israel Gutman a apreciat că producerea de săpun din produse de origine umană „nu a fost făcută niciodată pe scară largă” În Hitler's Death Camps: The Sanity of Madness Konnilyn Feig ajunge la concluzia că  „la Stutthof naziștii au folosit cu adevărat grăsime omenească pentru producerea de săpun” ,însă într-o cantitate limitată. Istoricul Holocaustului Robert Melvin Spector scrie că „analiza acesteia pare logică, dat fiind faptul cunoscut că S.S. a folosit orice se putea obține de pe urma deținuților săi”, inclusiv păr, piele și oase. În 2006, un calup de săpun păstrat la Curtea Internațională de Justiție de la Haga a fost trimis pentru analiză lui Andrzej Stołyhwo, expert în chimia grăsimilor la Universitatea de Tehnologie din Gdansk, în Polonia. El a tras concluzia că o parte din grăsimea conținută de această mostră de săpun este de proveniență umană. Acest calup de săpun fusese prezentat anterior ca probă în Procesele de la Nürnberg, dar nivelul tehnologic din acea vreme nu permitea stabilirea provenienței grăsimii din săpun. Cadavrele utilizate la fabricarea săpunului se presupune că proveneau din Königsberg, Bydgoszcz și din lagărul de concentrare Stutthof.

## Certitudini
- Prof. Rudolf Spanner, directorul Institutului Anatomic din Danzig, a fost arestat și anchetat în Germania între 1947-48. A negat categoric orice experimente privind fabricarea săpunului din cadavre umane. În urma investigațiilor făcute la institut, nu s-a găsit nici o instalație susceptibilă să servească producției de săpun, chiar și la scară redusă. Toate acuzațiile la adresa prof. Spanner au fost retrase[28].
- Analize realizate într-un laborator canadian, au relevat că săpunul R.I.F. nu conține grăsime, umană, animală sau de alt tip. Este un surogat de săpun, obținut sintetic.[29]
- Analize extrem de complexe asupra unor mostre de săpun R.I.F., făcute la Universitatea din Tel Aviv în 1990, nu au relevat urme de ADN uman în compoziția săpunului[30].

## Săpunul R.I.F. în literatură

### Occident

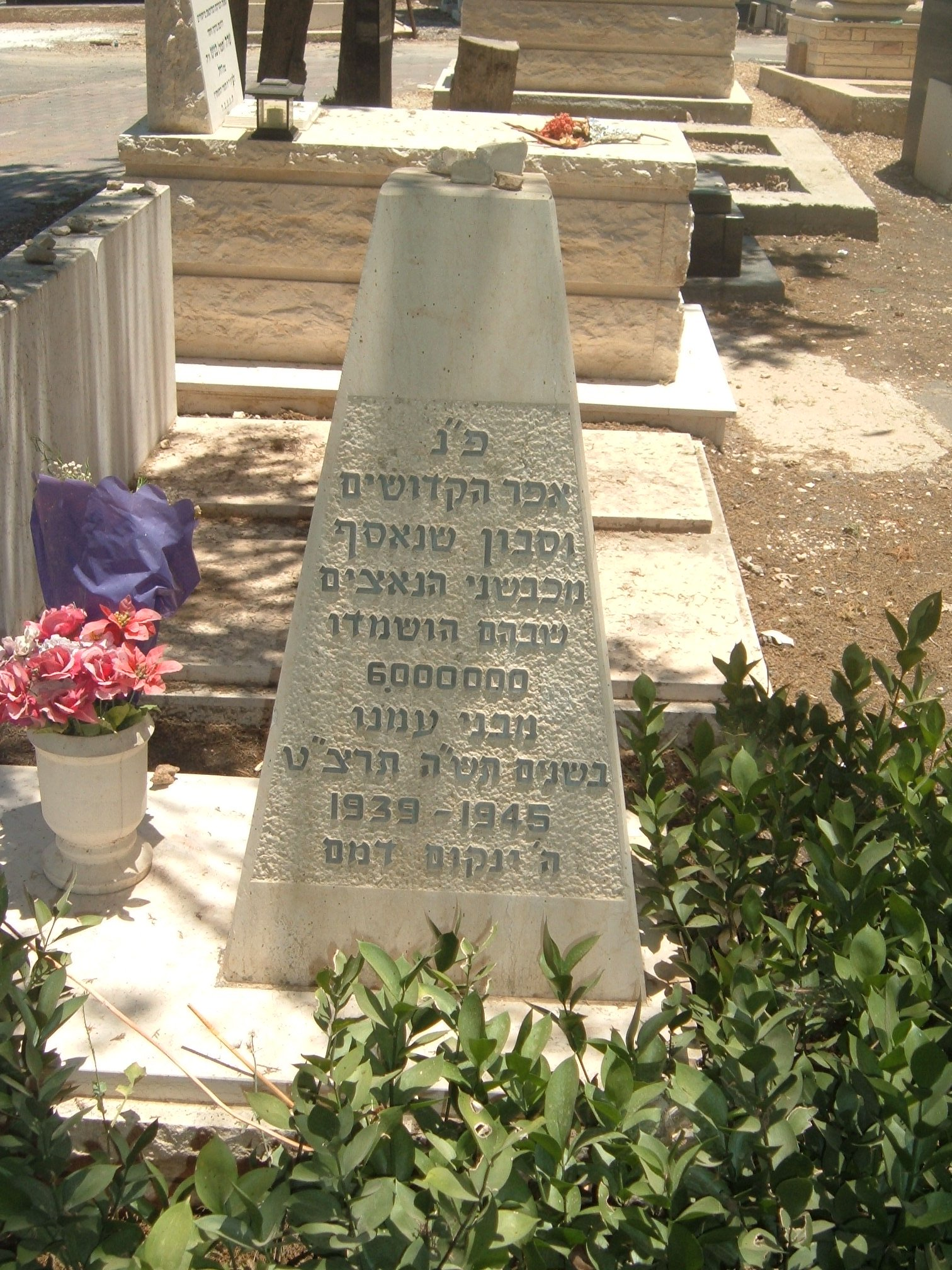
Monument al „săpunului uman”, Cimitirul din Afula.

Monument al „săpunului uman”, Cimitirul evreiesc din Rădăuți.

În „Cartea Neagră a evreimii rusești”, scrisă în colaborare de scriitorii sovietici Ilya Ehrenburg și Vasily Grossman, informația apare într-un raport intitulat „Exterminarea evreilor din Lvov”, atribuit lui I. Herts și Naftali Nakht:
„În altă zonă a lagărului de la Belzec se găsea o imensă fabrică de săpun. Germanii îi selectau pe cei mai grași, îi omorau și apoi îi fierbeau pentru a face săpun.… Artur (Izrailevici) Rozenshtraukh, funcționar de bancă din Lvov, pe care îl cităm aici, a ținut în mâna sa acest “săpun evreiesc”. Călăii Gestapoului n-au negat niciodată existența acestui “proces de producție”. Atunci când doreau să intimideze un evreu, nu aveau decât să spună: “vom face săpun din tine”.”
Naphtali Karchmer, în cartea sa „Solitar în copleșitorul vârtej – 5 ani prizonier în Prusia de Est”, descrie anii de captivitate ca prizonier de război polonez. Autorul povestește despre mici calupuri de săpun, de formă rectangulară și culoare cenușie, cu inscripția RJF în centrul cavității de pe una din fețe. Atunci cînd unul din prizonieri s-a plâns magazionerei de calitatea proastă a săpunului, care nu făcea spumă suficientă, aceasta i-a spus că aceasta se datorează faptului că este fabricat din „grăsime pură de evreu” ("Rein Juden Fett"). Atunci când acesta a întrebat neîncrezător: „chiar din grăsime de om?”, aceasta i-a răspuns: „Nu, doar de evreu”.
Săpunul uman este pomenit în romanul „Anii câinelui”, a treia carte din „Trilogia Danzig”, scrisă de Günter Grass: „… grămezi de oase, puse la purificat, erau topite împreună, pentru a obține acel săpun, curat și ieftin.”
În romanul „Abator 5” scris de Kurt Vonnegut se menționează că în timpul războiului, naziștii nu au fabricat numai săpun din cadavre, ci și lumânări: „Numai lumânările și săpunul erau de fabricație germană. Aveau aceeași fantomatică opalescență. Britanicii nu aveau de unde ști că lumânările și săpunul erau făcute din grăsimea evreilor, țiganilor, comuniștilor și altor inamici ai statului.”
În romanul lui Solomon Perel „Europa, Europa”, autorul pomenește de folosirea săpunului RIF la dușurile din taberele Hitlerjugend. Personajul principal, evreu, se plânge că săpunul nu face suficientă spumă ca să poată ascunde de ceilalți băieți faptul că era circumcis.
Barney Greenwald, un personaj de origine evreiască din romanul „Revolta de pe Caine” de Herman Wouk, menționează săpunul R.I.F. în apărarea unuia din oponenții Cpt. Queeg, pentru a sublinia că acesta fusese unul din luptătorii contra Germaniei naziste.
„Mitul săpunului” este o piesă de teatru din 2009 despre fabricarea săpunului din cadavrele victimelor nazismului. O reprezentație din 2012 a fost filmată, fiind însoțită și de un scurt documentar intitulat „Nu voi face clăbuci”.
Utilizarea grăsimii umane, obținută prin liposucție, pentru a fabrica săpun, este descrisă în “Fight Club”.
Zofia Nałkowska este o scriitoare poloneză și membră a Comisiei pentru investigarea crimelor naziste. Una din povestirile din volumul Medaliony (Medalioane), vorbește despre un bazin plin de cadavre folosite la fabricarea săpunului.
Povestirea pentru copii Greenhorn, bazată pe fapte reale, a fost scrisă în 2012 de Anna Olswanger. Daniel, un copil supraviețuitor al Holocaustului, în timp ce urma cursurile unei yeshiva din Brooklyn, prin anii ’40, dovedea un atașament bolnăvicios față de o cutiuță misterioasă, pe care o păstra ca pe o comoară, ceea ce a stârnit curiozitatea celorlalți copii. Într-un târziu, aceștia descoperă că această comoară, veriga de legătură cu trecutul recent, este o bucățică de săpun din grăsime umană. Anna Olswanger este autoarea cărții premiate Shlemiel Crooks.
Povestirea din 1911 a lui Ambrose Bierce Oil of Dog dezvoltă subiectul unui ulei medicinal extras din cadavre. În această satiră macabră, uleiul de proveniență umană este considerat superior uleiului obișnuit extras din cadavre de câini, fabricarea acestuia fiind considerată strict din punct de vedere financiar.
Filmul spaniol “Romasanta” din 2004, documentează cazul ucigașului în serie Manuel Blanco Romasanta (Julian Sands), care ar fi făcut săpun din grăsimea victimelor sale.

### România
Ca și în restul țărilor beligerante, și în România au circulat zvonuri privind presupusa proveniență a săpunului R.I.F. Prima referire scrisă cu privire la fabricarea săpunului din cadavre de evrei apare în cartea jurnalistului evreu Marius Mircu, “Pogromurile din Basarabia” din 1947, Una din anexele lucrării este intitulată: XIV. R.J.F. (Reine Jüdisches Fett, p.68), material apărut anterior în ziarul “Unirea” an I, Nr.4, din 23 noiembrie 1945. Autorul precizează, în afară de amănuntele binecunoscute:
| “ | S’au găsit și la noi în țară câteva bestii care să se gândească să fabrice săpun din grăsimea evreilor asasinați. În trenul celebru, care a transportat o parte din victimele măcelului dela Iași, din cauza căldurii extrem de mari, sângele și grăsimea morților schingiuiți acopereau podeaua unora din vagoane, în straturi apreciabile. Cei vii se bălăceau în sângele și grăsimea celor morți. În unele vagoane, stratul de grăsime trecea de genunchii celor în picioare. La Roman, unde vagoanele au fost curățate, s’au găsit doi locuitori care au sustras câteva căldări cu grăsime amestecată cu sânge. Prinși de o santinelă, au declarat că vor să facă săpun. | ” |

De asemenea, face și câteva precizări privind “procesul tehnologic” de fabricație:
| “ | Tehnicienii germani au făcut cercetări și calcule migăloase ca nimic să nu se piardă din victimele lor, totul să fie utilizat. S’au găsit note și socoteli stabilind valoarea în monetă germană a fiecărui cadavru. Cadavru, adică materialele diferite cuprinse într’un corp, din care savanții germani scoteau: 900 de creioane, 2000 de chibrituri, un cui de fier, var pentru spoit un coteț, etc. etc. | ” |

Marius Mircu povestește cum evreii au colectat toate bucățile de săpun R.I.F., care puse într-o cutie, cca. 1500 buc., au fost înmormântate în 15 noiembrie (1945, probabil, autorul vorbește de vineri, a zecea zi a lunii Kislev, anul 5706), în Cimitirul din Șos. Giurgiului, cu car mortuar și slujbă religioasă, în prezența mai multor rabini și oficialități ale comunității evreiești. Astfel de acțiuni au fost organizate peste tot în țară, acolo unde existau mari comunități evreiești, în Fălticeni, Galați, Brăila, Târgoviște etc…, ulterior fiind ridicate monumente în memoria presupuselor victime transformate în săpun. Astfel de monumente au fost raportate de exemplu la cimitire în Lugoj, Târgoviște, cimitirul Sărata din Bacău, Focșani, ּBrăila etc. Nu este un fenomen specific României, astfel de monumente ridicate în memoria evreilor transformați în săpun există peste tot în Europa, în cimitirele evreiești.
Deși s-a dovedit că săpunul R.I.F. nu conține nici un fel de grăsime, pe fondul grozăviilor comise în Holocaust, inclusiv reciclarea părului, colectarea efectelor, a coroanelor dentare ale victimelor etc, zvonul despre săpunul evreiesc a rămas  multă vreme viu în conștiințele oamenilor și a fost reluat periodic.